# Flavio Calle Zapata
Flavio Calle Zapata (* 18. Februar 1944 in San Andrés) ist ein kolumbianischer Geistlicher und emeritierter römisch-katholischer Erzbischof von Ibagué.

## Leben
Paul VI. weihte ihn am 22. August 1968 zum Priester.
Papst Johannes Paul II. ernannte ihn am 16. Februar 1989 zum Prälat von Alto Sinú. Der Bischof von Santa Rosa de Osos, Joaquín García Ordóñez, spendete ihm am 16. März desselben Jahres die Bischofsweihe; Mitkonsekratoren waren Angelo Acerbi, Apostolischer Nuntius in Kolumbien, und Darío Castrillón Hoyos, Bischof von Pereira.
Am 16. Februar 1993 wurde er zum Bischof von Sonsón-Rionegro ernannt. Am 10. Januar 2003 wurde er zum Erzbischof von Ibagué ernannt.
Papst Franziskus nahm am 20. März 2019 seinen altersbedingten Rücktritt an.